# Manuela Frutos Gama
Manuela Frutos Gama (ur. 18 maja 1956 w Valverde de Mérida) – hiszpańska polityk, nauczycielka i działaczka samorządowa, posłanka do Parlamentu Europejskiego IV kadencji.

## Życiorys
Z wykształcenia nauczycielka nauczania początkowego. Działaczka Hiszpańskiej Socjalistycznej Partii Robotniczej, do której wstąpiła w 1977, zasiadała we władzach regionalnych PSOE. Od 1979 do 1999 pełniła funkcję alkada swojej rodzinnej miejscowości. Od 1991 do 1994 była jednocześnie posłanką do parlamentu Estremadury III kadencji. W latach 1994–1999 sprawowała mandat eurodeputowanej IV kadencji. Zasiadała we frakcji socjalistycznej, pracowała w Komisji ds. Polityki Regionalnej oraz Komisji ds. Praw Kobiet. Od 1999 do 2011 ponownie była członkinią regionalnego parlamentu (V, VI i VII kadencji).